# SKNFA Superliga 2018-19
La SKNFA Superliga 2018-19 es la edición número 36 de la SKNFA Superliga. Pero en esta temporada quedó abandonada.

## Formato
En el torneo participan 10 equipos los cuales juegan entre sí mediante sistema de todos contra todos 3 veces totalizando 27 juegos cada uno, al término de la temporada regular los 6 primeros clasificarán a la Final Six, donde volverán a jugar una ronda más, de allí los dos primeros clasificarán a las finales donde el campeón, de cumplir los requisitos establecidos se clasificará a la CONCACAF Caribbean Club Shield 2020.
Los dos últimos clasificados descenderán a la SKNFA Primera División. Sin embargo, no hubo descensos.

## Tabla de posiciones
Actualizado el 10 de junio de 2019.
| Pos. | Equipo                  | PJ | PG | PE | PP | GF | GC | DG  | Pts. | Clasificado a |
| ---- | ----------------------- | -- | -- | -- | -- | -- | -- | --- | ---- | ------------- |
| 1    | Village Superstars FC   | 27 | 19 | 6  | 2  | 56 | 17 | +39 | 63   | Final Seven   |
| 2    | Newtown United FC       | 27 | 14 | 10 | 3  | 56 | 29 | +27 | 52   | Final Seven   |
| 3    | Garden Hotspurs FC      | 27 | 14 | 5  | 8  | 48 | 33 | +15 | 47   | Final Seven   |
| 4    | St Paul's United        | 27 | 11 | 8  | 8  | 40 | 24 | +16 | 41   | Final Seven   |
| 5    | Cayon FC                | 27 | 11 | 5  | 11 | 25 | 29 | -4  | 38   | Final Seven   |
| 6    | Saddlers United FC      | 27 | 9  | 2  | 16 | 24 | 46 | -22 | 29   | Final Seven   |
| 7    | St Peters Strikers FC   | 27 | 7  | 5  | 15 | 27 | 44 | -17 | 26   |               |
| 8    | Mantab United FC        | 27 | 4  | 8  | 15 | 23 | 52 | -29 | 20   |               |
| 9    | United Old Road Jets FC | 27 | 5  | 3  | 19 | 28 | 57 | -29 | 19   |               |
| 10   | Conaree FC (*)          | 27 | 11 | 7  | 9  | 33 | 27 | +6  | 16   | Final Seven   |

(*) Por Primera vez en la historia Conaree FC le restaron 24 Puntos.

## Final Seven
Debido a la Temporada de huracanes en el Atlántico de 2019 el campeonato ya no pudo disputarse, por lo que no se definió campeón.
Actualizado el 10 de junio de 2019
| Pos. | Equipo                | PJ | PG | PE | PP | GF | GC | DG | Pts. | Clasificado a |
| ---- | --------------------- | -- | -- | -- | -- | -- | -- | -- | ---- | ------------- |
| 1    | Cayon FC              | 0  | 0  | 0  | 0  | 0  | 0  | 0  | 0    | Final         |
| 2    | Conaree FC            | 0  | 0  | 0  | 0  | 0  | 0  | 0  | 0    | Final         |
| 3    | Garden Hotspurs FC    | 0  | 0  | 0  | 0  | 0  | 0  | 0  | 0    |               |
| 4    | Newtown United FC     | 0  | 0  | 0  | 0  | 0  | 0  | 0  | 0    |               |
| 5    | Saddlers United FC    | 0  | 0  | 0  | 0  | 0  | 0  | 0  | 0    |               |
| 6    | St Paul's United      | 0  | 0  | 0  | 0  | 0  | 0  | 0  | 0    |               |
| 7    | Village Superstars FC | 0  | 0  | 0  | 0  | 0  | 0  | 0  | 0    |               |